# Strajki w Polsce 1988
Strajki w Polsce w 1988 roku – fala strajków, które wybuchły wiosną i latem 1988 w polskich zakładach i przedsiębiorstwach. Pośrednio doprowadziły do podjęcia próby porozumienia władz komunistycznych i opozycji w ramach obrad Okrągłego Stołu, czego skutkiem była transformacja ustrojowa Polskiej Rzeczypospolitej Ludowej.

## Tło
W warunkach pogłębiającego się kryzysu gospodarczego, utrwalonego wprowadzeniem stanu wojennego władze komunistyczne przeprowadziły 29 listopada 1987 referendum w sprawie wprowadzenia tzw. drugiego etapu reformy gospodarczej. Nawet sfałszowane wyniki głosowania wykazały nikłe poparcie dla poczynań rządu Zbigniewa Messnera.
1 lutego 1988 wicepremier Zdzisław Sadowski wprowadził najwyższą od 1982 podwyżkę cen.
Już od końca 1987 władze wzmogły represje wobec podziemnych struktur NSZZ „Solidarność”. 9 listopada aresztowano Kornela Morawieckiego, przywódcę Solidarności Walczącej a Urząd Wojewódzki w Gdańsku zakazał działalności KKW „Solidarności”.
Wiosną 1988 r. Solidarność rozpoczęła akcję występowania do sądu o rejestrację swoich poszczególnych Komisji Zakładowych. Spotkało się to z ostrym sprzeciwem władz, co pogłębiło rozgoryczenie społeczeństwa, wywołane wcześniej podwyżkami cen. 8 marca w 20. rocznicę wydarzeń marcowych Niezależne Zrzeszenie Studentów zorganizowało demonstracje studenckie w Warszawie, Krakowie i Lublinie i zażądało rejestracji zrzeszenia.

## Strajki wiosenne

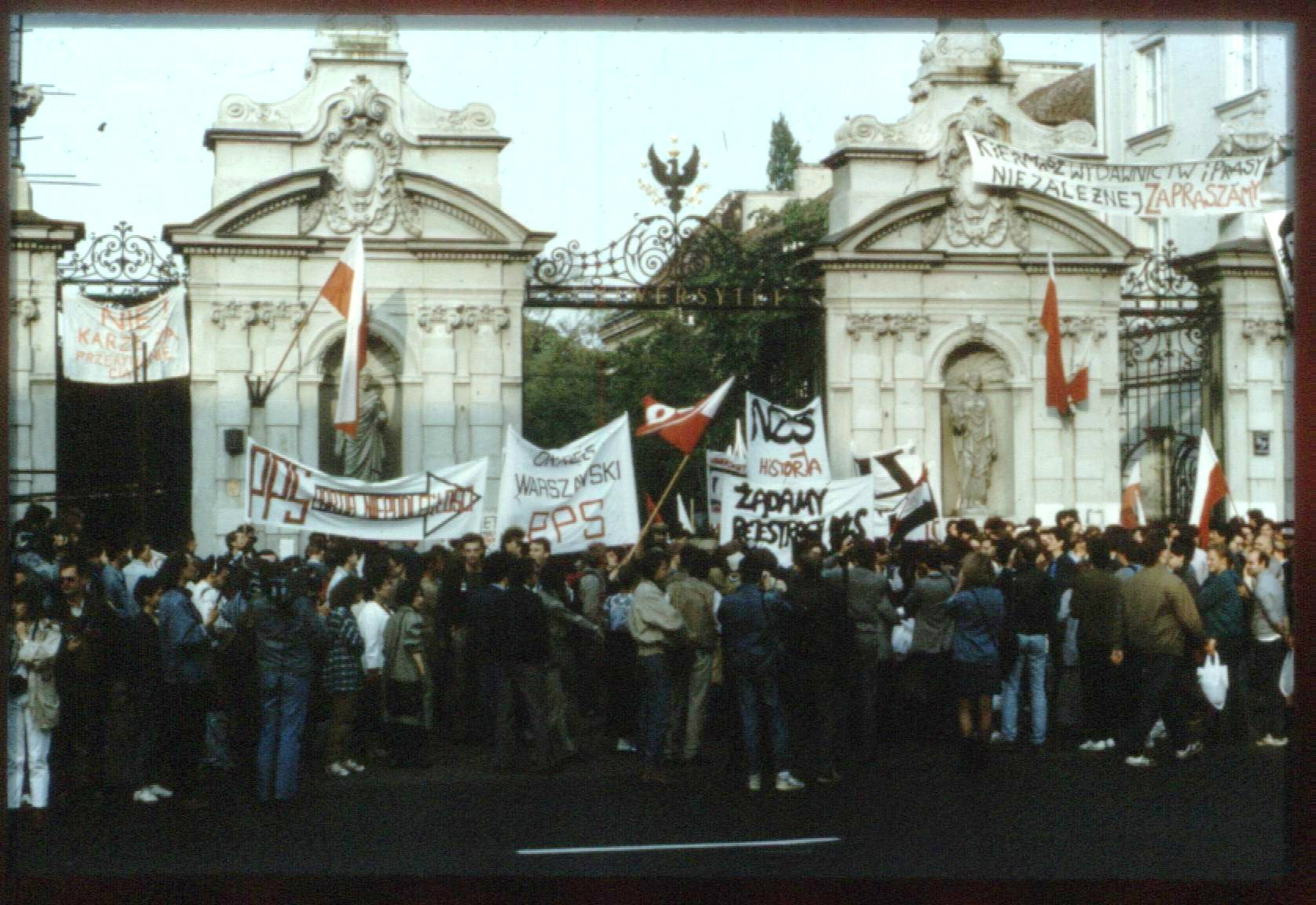
Demonstracja przed bramą główną Uniwersytetu Warszawskiego, maj 1988

- 25 kwietnia 1988 rozpoczął się strajk załogi MPK w Bydgoszczy i Inowrocławiu.
- 26 kwietnia stanęła Huta im. Lenina w Krakowie, strajkujący domagali się podwyżek płac i przywrócenia do pracy działaczy Solidarności wyrzuconych w stanie wojennym.
- 29–30 kwietnia trwał strajk w Hucie Stalowa Wola, funkcjonariusze Służby Bezpieczeństwa próbowali rozbić komitet strajkowy, strajk zakończono w wyniku demonstracji ZOMO i groźby użycia jednostek LWP.
- 1 maja miały miejsce pokojowe demonstracje uliczne opozycji w Bielsku-Białej, Dąbrowie Górniczej, Gdańsku, Krakowie, Łodzi, Płocku, Poznaniu, Warszawie i Wrocławiu na skalę niespotykaną od czasu zniesienia stanu wojennego w 1983 r.
- 2 maja wybuchł strajk w Stoczni Gdańskiej, Komitet Strajkowy zażądał rejestracji Solidarności. Nazajutrz do stoczni z pełnomocnikiem Episkopatu do podjęcia mediacji przyjechali Tadeusz Mazowiecki i Andrzej Wielowieyski. Ich rozmowy z dyrekcją nie dały żadnych rezultatów. Protest stoczniowców poparli strajkiem okupacyjnym studenci Trójmiasta Uniwersytetu Gdańskiego, Politechniki Gdańskiej, PWSSP. 227. Konferencja Episkopatu Polski wezwała władze do umiaru i podjęła się mediacji ze strajkującymi
- W nocy z 4 na 5 maja Hutę im. Lenina w Nowej Hucie zaatakowała brygada antyterrorystyczna, dokonując brutalnej pacyfikacji.
- 10 maja, w wyniku groźby użycia ZOMO, zakończył się strajk w Stoczni Gdańskiej.

## Strajki letnie
- 13 lipca strajk w Hucie Stalowa Wola – Ośrodek Badawczo-Rozwojowy Maszyn Ziemnych i Transportowych.
- 26 lipca rzecznik rządu Jerzy Urban stwierdził, że ruch Solidarność..., trwale należy do przeszłości[1].
- 15 sierpnia stanęła Kopalnia Manifest Lipcowy w Jastrzębiu-Zdroju, strajki w kolejnych dniach objęły w sumie 14 kopalń węgla kamiennego. W Jastrzębiu-Zdroju powstał Międzyzakładowy Komitet Strajkowy
- 17 sierpnia strajk objął port w Szczecinie.
- 19 sierpnia do strajku okupacyjnego dołączają górnicy KWK 1 Maja w Wodzisławiu Śląskim.
- 20 sierpnia stanął Port Północny.
- 22 sierpnia wybuchł strajk w Stoczni Gdańskiej, na czele MKS stanął Jacek Merkel, głównym postulatem strajkujących była legalizacja Solidarności. Gen. Czesław Kiszczak wezwał do natychmiastowego wygaszenia strajków i zagroził wprowadzeniem godziny milicyjnej i użyciem wojska.
- 22 sierpnia strajk okupacyjny w Hucie Stalowa Wola, na jego czele stanął Wiesław Wojtas, głównym postulatem była relegalizacja „Solidarności”.
- 22–26 sierpnia ZOMO weszło do kilku zakładów w Szczecinie i kopalń na Górnym Śląsku. Jerzy Urban oświadczył, że władza nie będzie prowadziła rozmów politycznych pod strajkowym pistoletem.
- 26 sierpnia miało miejsce przemówienie telewizyjne gen. Czesława Kiszczaka, w którym wezwał do rozmów z opozycją, oferując spotkanie okrągłego stołu z przedstawicielami różnych środowisk społecznych. Rozpoczęły się zakulisowe rozmowy, w których stronę rządową reprezentowali gen. Czesław Kiszczak i Józef Czyrek, a stronę opozycji prezes warszawskiego KIK-u Andrzej Stelmachowski i Władysław Siła-Nowicki. Mediowali przedstawiciele Kościoła biskup Jerzy Dąbrowski (tajny współpracownik SB) i ks. Alojzy Orszulik[2].
- 28 sierpnia obradowało VIII Plenum KC Polskiej Zjednoczonej Partii Robotniczej, które wyraziło zgodę na wstępne rozmowy z opozycją.
- 31 sierpnia doszło do pierwszej rozmowy Lecha Wałęsy z gen. Czesławem Kiszczakiem w obecności biskupa Jerzego Dąbrowskiego, jego efektem było wezwanie Wałęsy do strajkujących o zaprzestanie akcji, co spotkało się z ostrym sprzeciwem ze strony tych ostatnich.
- 1 września zakończył się strajk w Hucie Stalowa Wola.
- 3 września zaprzestała strajku załoga portu szczecińskiego, wygaszono strajk w kopalni Manifest Lipcowy w Jastrzębiu-Zdroju. Wbrew zapewnieniom władze rozpoczęły represje wobec strajkujących.